# Grand Prix-wegrace van België 1949
De Grand Prix-wegrace van België 1949 was de vierde Grand Prix van wereldkampioenschap wegrace in het seizoen 1949. De races werden verreden op 17 juli 1949 op het Circuit de Spa-Francorchamps nabij Malmedy. In België kwamen drie klassen aan de start: 500 cc, 350 cc en de zijspanklasse. In de 350cc-klasse was Freddie Frith al wereldkampioen en de wereldtitel in de zijspanklasse werd hier beslist. Tijdens de zijspanrace verongelukten de Belgische coureur Edouard Bruylant en zijn Britse bakkenist Hurst.

## 500cc-klasse
De 500cc-race in België eindigde bijzonder spannend, met drie rijders binnen één seconde. Uiteindelijk bepaalde de finishfoto dat Bill Doran de winnaar was, 0,002 seconde voor Arciso Artesiani. De grootste winnaars waren echter de Gilera-coureurs, want omdat de WK-leiders Les Graham en Harold Daniell niet scoorden schoven Artesiani en Nello Pagani op naar de eerste twee plaatsen in het wereldkampioenschap. Artesiani kreeg ook nog het extra punt voor de snelste ronde. Van de 34 ingeschreven rijders haalden slechts 16 de finish.
| Pos | Coureur              | Merk       | Tijd      | Punten |
| --- | -------------------- | ---------- | --------- | ------ |
| 1   | Bill Doran           | AJS        | 1:19"56'0 | 10     |
| 2   | Arciso Artesiani     | Gilera     | + 0"00'2  | 8+1    |
| 3   | Enrico Lorenzetti    | Moto Guzzi | + 0"01'3  | 7      |
| 4   | Artie Bell           | Norton     | + 0"50'0  | 6      |
| 5   | Nello Pagani         | Gilera     | + 1"08'0  | 5      |
| 6   | Guido Leoni          | Moto Guzzi |           |        |
| 7   | Harold Daniell       | Norton     |           |        |
| 8   | George Morrison      | Norton     |           |        |
| 9   | Syd Jensen           | Triumph    |           |        |
| 10  | Ken Bills            | Velocette  |           |        |
| 11  | Arthur Wheeler       | Triumph    |           |        |
| 12  | Antonio Dalle Fusine | Gilera     |           |        |
| 13  | Albert Vertriest     | Triumph    |           |        |
| 14  | Jules Tacheny        | Triumph    |           |        |
| 15  | Oliver Scott         | Norton     |           |        |
| 16  | Harry Hinton         | Norton     |           |        |

| Coureur          | Merk       |
| ---------------- | ---------- |
| Auguste Goffin   | Triumph    |
| Leon Martin      | Gilera     |
| Roger Laurent    | Moto Guzzi |
| Hans Haldemann   | Moto Guzzi |
| Bill Beevers     | Norton     |
| Bill Petch       | Triumph    |
| Bob Foster       | Moto Guzzi |
| David Whitworth  | Triumph    |
| Eric Briggs      | Norton     |
| Fergus Anderson  | Moto Guzzi |
| Frank Fry        | Norton     |
| Freddie Frith    | Velocette  |
| Johnny Lockett   | Norton     |
| Les Dear         | Norton     |
| Les Graham       | AJS        |
| Phil Heath       | Norton     |
| Oscar Clemencigh | Gilera     |
| Umberto Masetti  | Gilera     |

| Coureur           | Merk       |
| ----------------- | ---------- |
| Jock West         | AJS        |
| Ernie Lyons       | Velocette  |
| Bruno Bertacchini | Moto Guzzi |

### Top tien tussenstand 500cc-klasse
| Pos | Coureur           | Merk       | Ptn |
| --- | ----------------- | ---------- | --- |
| 1   | Arciso Artesiani  | Gilera     | 24  |
| 2   | Nello Pagani      | Gilera     | 22  |
| 3   | Les Graham        | AJS        | 20  |
| 4   | Artie Bell        | Norton     | 18  |
| 5   | Harold Daniell    | Norton     | 17  |
| 6   | Johnny Lockett    | Norton     | 13  |
| 7   | Bill Doran        | AJS        | 10  |
| 8   | Ernie Lyons       | Velocette  | 7   |
| 8   | Enrico Lorenzetti | Moto Guzzi | 7   |
| 10  | Freddie Frith     | Velocette  | 5   |
| 10  | Syd Jensen        | Triumph    | 5   |

## 350cc-klasse
Voor de vierde keer op rij won Freddie Frith met de snelste ronde een Grand Prix. Het hielp hem echter niet aan punten, want van de vijf races golden slechts drie resultaten en Frith had het maximale aantal punten al bereikt. Daarom deed Bob Foster met de tweede plaats goede zaken, want hij klom van de gedeelde derde plaats naar de tweede plaats in het wereldkampioenschap. Hij reed de snelste ronde in exact dezelfde tijd als Frith, 5 minuten en 36,7 seconden, waardoor het extra punt gedeeld werd. Achttien coureurs haalden de finish, waaronder zijspancoureur Eric Oliver, die zevende werd. Oliver was ook al in twee klassen van de TT van Man aan de start gekomen.
| Pos | Coureur         | Merk      | Tijd      | Punten |
| --- | --------------- | --------- | --------- | ------ |
| 1   | Freddie Frith   | Velocette | 1:06"14'0 | 10+0,5 |
| 2   | Bob Foster      | Velocette | + 0"16'0  | 8+0,5  |
| 3   | Johnny Lockett  | Norton    | + 0"33'0  | 7      |
| 4   | David Whitworth | Velocette | + 1"39'0  | 6      |
| 5   | Eric McPherson  | AJS       | + 2"09'0  | 5      |
| 6   | Reg Armstrong   | AJS       |           |        |
| 7   | Eric Oliver     | Velocette |           |        |

| Coureur        | Merk      |
| -------------- | --------- |
| Bill Doran     | AJS       |
| Charlie Salt   | Velocette |
| Frank Fry      | Velocette |
| Harold Daniell | Norton    |
| Leslie Graham  | AJS       |
| Tommy Wood     | Velocette |
| Artie Bell     | Norton    |
| Ernie Lyons    | Velocette |

### Top tien tussenstand 350cc-klasse
| Pos | Coureur                        | Merk      | Ptn       |
| --- | ------------------------------ | --------- | --------- |
| 1   | Freddie Frith (wereldkampioen) | Velocette | 33 (43,5) |
| 2   | Bob Foster                     | Velocette | 16,5      |
| 3   | Johnny Lockett                 | Norton    | 14        |
| 4   | David Whitworth                | Velocette | 12        |
| 5   | Reg Armstrong                  | AJS       | 11        |
| 6   | Eric McPherson                 | AJS       | 10        |
| 7   | Leslie Graham                  | AJS       | 8         |
| 7   | Ernie Lyons                    | Velocette | 8         |
| 9   | Bill Doran                     | AJS       | 7         |
| 9   | Artie Bell                     | Norton    | 7         |

## Zijspanklasse
Eric Oliver en Denis Jenkinson wonnen hun tweede zijspanrace en omdat er maar drie races waren, kon niemand ze meer passeren in het wereldkampioenschap. Frans Vandenschrick werd in zijn thuisrace tweede. Bij Blanchimont verongelukte de combinatie Edouard Bruylant/Hurst. Hurst overleed ter plaatse, Bruylant enkele dagen later in het ziekenhuis.
| Pos | Coureur             | Bakkenist       | Merk   | Tijd     | Punten |
| --- | ------------------- | --------------- | ------ | -------- | ------ |
| 1   | Eric Oliver         | Denis Jenkinson | Norton | 50"07'0  | 10+1   |
| 2   | Frans Vanderschrick | Martin Whitney  | Norton | + 0"25'0 | 8      |
| 3   | Ernesto Merlo       | Aldo Veglio     | Gilera | + 1"33'0 | 7      |
| 4   | Roland Benz         | Max Hirzel      | BMW    | + 2"04'0 | 6      |
| 5   | Pip Harris          | Neil Smith      | Norton | + 2"31'0 | 5      |

| Coureur              | Bakkenist | Merk     | Oorzaak |
| -------------------- | --------- | -------- | ------- |
| Edouard Bruylant (†) | Hurst (†) | Onbekend | Ongeval |

| Coureur         | Bakkenist       | Merk   |
| --------------- | --------------- | ------ |
| Ercole Frigerio | Lorenzo Dobelli | Gilera |

| Coureur         | Bakkenist        | Merk   |
| --------------- | ---------------- | ------ |
| Hans Haldemann  | Herbert Läderach | Norton |
| Jakob Keller    | Ernst Brutschi   | Gilera |
| Albino Milani   | Ezio Ricotti     | Gilera |
| Ercole Frigerio | Lorenzo Dobelli  | Gilera |

### Top negen tussenstand zijspanklasse
(Slechts negen combinaties hadden al punten gescoord)
| Pos | Coureur                      | Bakkenist                        | Merk   | Ptn |
| --- | ---------------------------- | -------------------------------- | ------ | --- |
| 1   | Eric Oliver (wereldkampioen) | Denis Jenkinson (wereldkampioen) | Norton | 22  |
| 2   | Ercole Frigerio              | Lorenzo Dobelli                  | Gilera | 8   |
| 2   | Frans Vanderschrick          | Martin Whitney                   | Norton | 8   |
| 4   | Ernesto Merlo                | Aldo Veglio                      | Gilera | 7   |
| 4   | Hans Haldemann               | Herbert Läderach                 | Norton | 7   |
| 6   | Jakob Keller                 | Ernst Brutschi                   | Gilera | 6   |
| 6   | Roland Benz                  | Max Hirzel                       | BMW    | 6   |
| 8   | Albino Milani                | Ezio Ricotti                     | Gilera | 5   |
| 8   | Pip Harris                   | Neil Smith                       | Norton | 5   |

## Trivia

### Eric Oliver
Eric Oliver kon in zijn thuisland niet aan de zijspanrace deelnemen, want de Isle of Man TT kende die klasse niet. Daarom was hij daar met een Norton Manx in de Senior TT gestart (uitgevallen) en met een Velocette KTT in de Junior TT (21e). In de GP van Zwitserland had hij zich op de zijspanrace geconcentreerd (en gewonnen), maar nu startte weer hij in twee klassen: zevende in de 350cc-klasse en winnaar in de zijspanklasse, samen met Denis Jenkinson, een journalist en schrijver die in het zijspan was gekropen omdat hij geen geld had om op andere manieren aan racesport te kunnen doen.
1921 · 1922 · 1923 · 1924 · 1925 · 1926 · 1927 · 1928 · 1929 · 1930 · 1931 · 1932 · 1933 · 1934 · 1935 · 1936 · 1937 · 1938 · 1939 · 1947 · 1948 · 1949 · 1950 · 1951 · 1952 · 1953 · 1954 · 1955 · 1956 · 1957 · 1958 · 1959 · 1960 · 1961 · 1962 · 1963 · 1964 · 1965 · 1966 · 1967 · 1968 · 1969 · 1970 · 1971 · 1972 · 1973 · 1974 · 1975 · 1976 · 1977 · 1978 · 1979 · 1980 · 1981 · 1982 · 1983 · 1984 · 1985 · 1986 · 1988 · 1989 · 1990